# Сан-Фернандо (Тамаулипас)
Сан-Фернандо (исп. San Fernando) — город в мексиканском штате Тамаулипас. Административный центр одноименного муниципалитета, расположен почти в центре муниципалитета с географическим положением 24°50°09° северной широты и 98°09°02° западной широты. 

## Население
| 2010   |
| ------ |
| 29 665 |